# Steven Kazàn
Steven Kazàn, geboren als Steven Mulders (Wilp, 10 juli 1985), is een Nederlandse goochelaar en komiek. Hij is de jongste zoon van illusionist Hans Kazàn.

## Biografie

### Carrière
Vanaf zijn elfde werkte hij achter de schermen mee bij Magic Unlimited, de illusieshow van zijn broers. Vanaf zijn twintigste betrad Steven ook zelf het podium als komiek.
In 2011 deelde Kazàn voor het eerst het podium met zijn vader Hans Kazàn. Dit groeide uit tot de show De goochelaar en de gek. In 2017 en 2018 gaf Kazàn zijn eerste solovoorstelling genaamd Krom. Eind 2019 hield hij met zijn vader de voorstelling Alive and Kicking. In hetzelfde jaar gaf hij ook een voorstelling op muziekfestival Lowlands.
Sinds eind 2018 is Kazàn online te zien met humoristische video's. Tijdens de coronacrisis in maart 2020 maakte hij dagelijks Corona TV, dat in Nederland een internethit werd.
In 2021 nam Kazàn deel aan het televisieprogramma De Verraders. Ook nam hij deel aan de vips-editie van De Alleskunner. Verder is hij een van de leden van het mannenteam in de kinderprogramma's De Faker en De Faker op Vakantie.
In 2022 was Kazàn te zien als secret singer in het televisieprogramma Secret Duets. Ook deed Kazàn mee aan de quiz Weet ik Veel. Verder was hij te zien in Kinderen voor Kinderen Pakt Uit. Eveneens was Kazàn te zien als deelnemer in Ghost Host. Tevens speelde hij samen met zijn vrouw Jamie Kames in de jeugdserie Brugklas.
In 2023 waren Kazàn en Kames te zien in de televisieserie Steven & Jamie Kazàn - Road to Vegas. Ook presenteerde hij het televisieprogramma Verboden te Lachen. en was hij te zien in het televisie-evenement The Passion 2023. Verder nam hij deel aan het adventure-reality programma Het Onbekende. Tevens is hij in het theater te zien met de voorstelling Hey Hallo. Ook deed Kazàn in 2023 mee aan het televisieprogramma Ik hou van Holland. Daarnaast is Kazàn ambassadeur van Stichting Lezen en Schrijven.
Op 12 oktober 2023 wonnen Kazàn en Kames op de 58e editie van het Gouden Televizier-Ring Gala met het programma Steven & Jamie Kazàn - Road to Vegas de Televizier-Ring Jeugd.
In 2024 deed Kazàn samen met zijn vader Hans Kazàn en zijn vrouw mee aan het televisieprogramma Marble Mania. In datzelfde jaar deden ze mee aan de programma's Code van Coppens: De wraak van de Belgen en Pokerface en deed hij alleen mee aan De Pappenheimers. In 2025 namen ze samen deel aan het televisieprogramma Voor het blok en waren ze te gast in Dit was het nieuws.

### Persoonlijk leven
Kazàn is sinds 2013 getrouwd met Jamie Kames en kreeg in 2015 met haar een zoon.
Op 29 juli 2025 maakte Kazàn via instagram bekend dat hij en Kames uit elkaar gaan.